# Stenobermuda iliffei
Stenobermuda iliffei is een pissebed uit de familie Stenetriidae. De wetenschappelijke naam van de soort is voor het eerst geldig gepubliceerd in 1994 door Brian Frederick Kensley.